# Break It Off
"Break It Off" é uma canção da cantora barbadense Rihanna, gravada para o seu segundo álbum de estúdio A Girl like Me. Conta com a participação do jamaicano Sean Paul, sendo que foi escrita por ambos os intérpretes com o auxílio de K. Ford e Donovan Bennett, cujo último ficou também a cargo da produção. A sua gravação decorreu em 2006 nos estúdios 2 Hard em Kingston, na Jamaica. O tema foi enviado para as áreas radiofónicas mainstream através da Def Jam Recordings a 13 de novembro de 2006, servindo como quarto e último single do projecto. A 27 de fevereiro do ano seguinte, foi disponibilizado digitalmente na iTunes Store de vários países, como Austrália, Bélgica e Espanha.
Deriva de origens estilísticas de dancehall, que infunde som electrónico com uma mistura de sintetizadores. A sua sonoridade é composta através dos vocais, juntando ainda uma batida electro-reggae. A recepção por parte da crítica sobre a música foi positiva, complementando a colaboração entre Rihanna e Paul que demonstrava o regresso às suas origens. Após o lançamento, a obra conseguiu listar-se entre os dez singles mais vendidos na Bélgica e nos Estados Unidos ficou-se pela nona posição na Billboard Hot 100 e sexta na Pop Songs. Sem vídeo musical, a faixa foi interpretada ao vivo por diversas vezes durante o seu período de divulgação, como no festival de 2007 Radio One Big Weekend da BBC Radio 1 e fez parte do alinhamento da digressão The Good Girl Gone Bad Tour, em que um dos concertos foi gravado e lançado em DVD intitulado Good Girl Gone Bad Live.

## Antecedentes

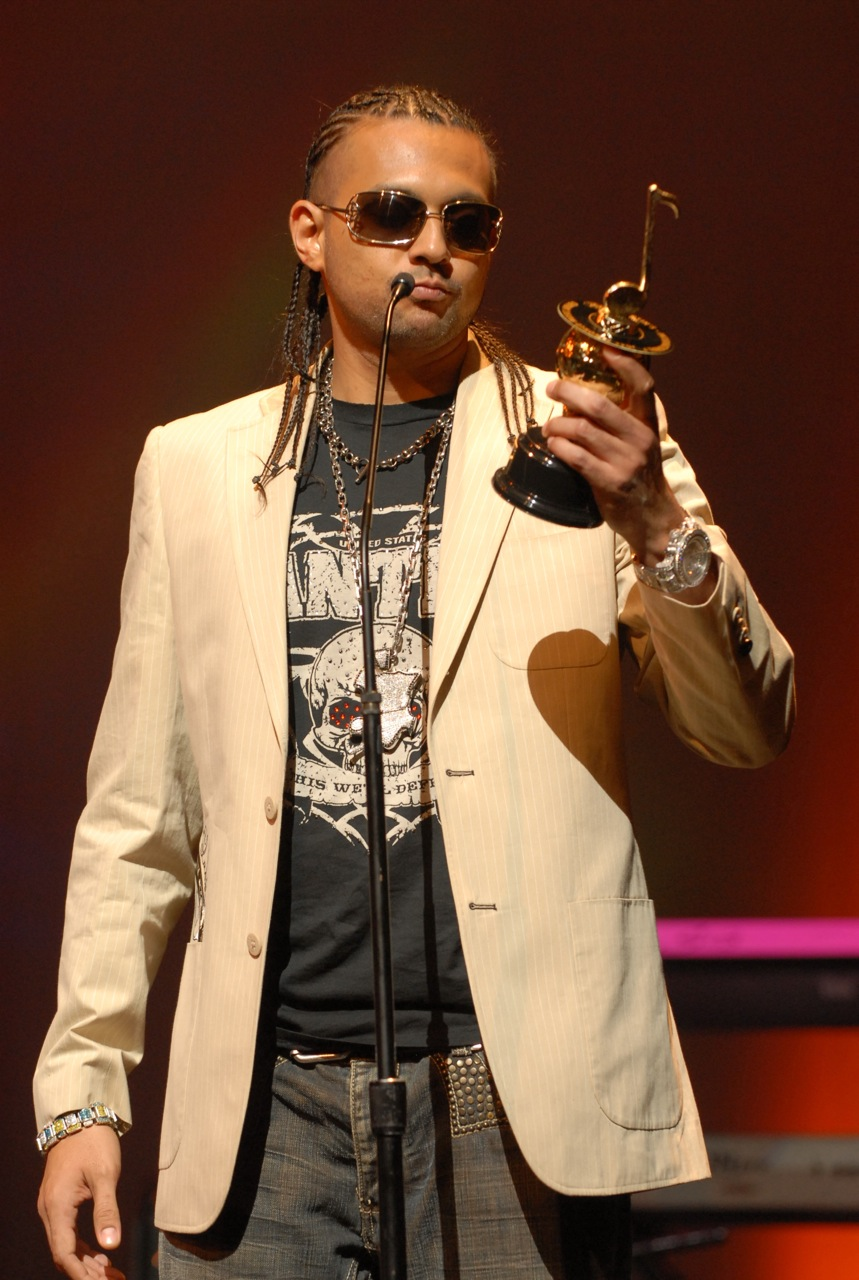
O jamaicano Sean Paul coescreveu e providenciou os seus vocais para a canção.

Numa entrevista com a revista norte-americana Rap-Up em 2011, Sean Paul explicou como conheceu Rihanna. Durante uma visita à Jamaica, a cantora fez uma visita guiada pela ilha orientada por Paul, onde este a levou a algumas das praias e a experimentar a vida nocturna local:
| “ | Passamos alguns dias apenas a relaxar. Levei-a ao museu Bob Marley, que é algo que ela sempre quis ver. | ” |

Sean referiu ainda que todo o conceito de criação e trabalho da faixa tornou-se na sua "colaboração mais memorável". "Break It Off" foi enviado a 13 de Novembro de 2006 pela editora Def Jam Recordings, servindo como quarto e último single do segundo álbum de estúdio de Rihanna, A Girl like Me. Mais tarde, também foi disponibilizado na loja iTunes da Apple através de descarga digital a 27 de Fevereiro de 2007 em vários países, como Austrália, Áustria, Bélgica e Espanha. Posteriormente, o cantor também incluiu a obra como bónus da edição especial do relançamento do seu terceiro disco The Trinity.

## Estilo musical e letra
"Break It Off" é uma canção de tempo moderado com batida dançante que incorpora elementos de estilo dance-pop e electro-reggae, produzida pelo norte-americano Don Corleon. A sua gravação decorreu em 2006 nos estúdios 2 Hard em Kingston, na Jamaica. A sua composição foi construída com acordes de guitarra, vocais e sintetizadores. Corleon também tratou da sua mistura e todos de todos os instrumentos inclusos, além da engenharia com auxílio de Jeremy Harding.
A letra foi escrita por Donovan Bennett, Sean Paul Henriques, Kirk Ford e Robyn Fenty. De acordo com a partitura publicada pela EMI Music Publishing, a música é definida no tempo de assinatura moderado de 130 batidas por minuto. Composta na chave de ré maior, regista um alcance vocal que vai desde da nota baixa de lá com três oitavas para a nota de alta de mi de cinco. A organização Broadcast Music Incorporated acabou por atribuir um prémio à música pelo conteúdo lírico e sonoro.

## Recepção pela crítica e divulgação
Após o seu lançamento, a faixa recebeu críticas positivas por parte da média especializada. David Jeffries da base de dados Allmusic foi cortês na sua análise a "Break It Off", escrevendo que "é totalmente sumarento" e fornece uma boa competição para Paul. Kelefa Sanneh do periódico The New York Times elogiou igualmente o registo, descrevendo-o como "um regresso triunfante à velha fórmula" de Rihanna. Bill Lamb do portal About.com afirmou que a obra, juntamente com "Kisses Don't Lie", eram "candidatos a revolucionar as rádios pop", enquanto que Quentin B. Huff do PopMatters elogiou Sean Paul pela sua contribuição na faixa e prezou o gancho da cantora, revelando que "é tão contagiante que é a voz dela que te lembras ultimamente". "Esta é outra música com sabor dancehall e outra vencedora", concluiu Huff.
A sua divulgação consistiu em interpretações ao vivo pontuais, inclusivamente no festival Radio One Big Weekend de 2007, organizado pela BBC Radio 1. O alinhamento consistiu também na promoção de "Pon de Replay", "SOS", "Breakin' Dishes", "Unfaithful", "Shut Up and Drive" e "Umbrella". "Break It Off" também foi incluída na lista da digressão mundial The Good Girl Gone Bad Tour, que passou por cidades como Filadélfia, Londres e Glasgow. O concerto de Manchester foi gravado e lançado em DVD, com o título Good Girl Gone Bad Live. Em 2008, as bandas portuguesas D'ZRT e Just Girls colaboraram na sua própria versão da música e interpretaram-na ao vivo, acabando por ser incluída no disco do primeiro grupo intitulado A Despedida.

## Desempenho nas tabelas musicais
A 18 de Novembro de 2006, a canção debutou na 40.ª posição na Pop Songs. Nas semanas seguintes, conseguiu subir vários lugares na tabela musical. A 23 de Dezembro 2006, subiu ao 21.º lugar, e na edição seguinte o 16.º. Contudo, foi em 2007 que a obra conseguiu a sua melhor posição; no primeiro relatório publicado pela revista Billboard estava colocada em número 14, e no mês seguinte subiu à lista das dez mais vendidas até atingir finalmente o sexto lugar e permanecendo num total de vinte e duas semanas. "Break It Off" também entrou na principal Billboard Hot 100 na 95.ª posição em 2006. Após várias subidas e descidas, em Março de 2007 conseguiu obter o seu melhor desempenho como mais vendida digitalmente e estabelecendo o nono lugar como melhor. No mesmo mês, o tema entrou e atingiu o décimo lugar na Ultratip da região Flandres da Bélgica.

### Posições
| Tabela musical (2006-2007)           | Melhor posição |
| ------------------------------------ | -------------- |
| Bélgica - Ultratip (Flandres)        | 10             |
| Estados Unidos - Billboard Hot 100   | 9              |
| Estados Unidos - Billboard Pop Songs | 6              |

## Créditos
Todo o processo de elaboração da canção atribui os seguintes créditos pessoais:
- Rihanna – vocalista principal, composição, vocais de apoio;
- Sean Paul - vocalista convidado, composição;
- Donovan "Don Corleon" Bennett - composição, produção, engenharia, mistura, instrumentos;
- K. Ford - composição;
- Jeremy Harding - engenharia.

## Histórico de lançamento
"Break It Off" foi enviada para as rádios norte-americanas a 13 de Novembro de 2006 na área mainstream. Posteriormente, a 27 de Fevereiro de 2007, foi disponibilizada em formato digital na iTunes Store da Austrália, Áustria, Bélgica e Espanha.
| País           | Data                    | Formato                      | Editora(s) discográfica(s) |
| -------------- | ----------------------- | ---------------------------- | -------------------------- |
| Estados Unidos | 13 de Novembro de 2006  | Rádios mainstream e rhythmic | Def Jam                    |
| Austrália      | 27 de Fevereiro de 2007 | Descarga digital             | Def Jam                    |
| Áustria        | 27 de Fevereiro de 2007 | Descarga digital             | Def Jam                    |
| Bélgica        | 27 de Fevereiro de 2007 | Descarga digital             | Def Jam                    |
| Espanha        | 27 de Fevereiro de 2007 | Descarga digital             | Def Jam                    |